# Coccodiella neurophila
Coccodiella neurophila är en svampart som först beskrevs av Ferdinand Theissen, och fick sitt nu gällande namn av I. Hino & Katum. 1968. Coccodiella neurophila ingår i släktet Coccodiella och familjen Phyllachoraceae.   Inga underarter finns listade i Catalogue of Life.